# Зографска българска история
„История вкратце о Болгарословенском народе“, известна като „Зографска българска история“ или „Анонимна Зографска история“, е едно от първите исторически съчинения в новобългарската литература.
Съставена е от неизвестен автор в Зографския манастир вероятно в началото на 60-те години на XVIII век, но е запазена единствено в препис от 1785 г. на монаха Яков. Историята съдържа кратки сведения за деянията на българските владетели от основаването на българската държава до завоюването ѝ от турците. Източниците на труда са главно второто издание на „Разговор угодни народа словинскога“ на Андрия Миошич Качич от 1759 година и „Деяния церковная и гражданская“ на Цезар Бароний. Историята е създадена почти едновременно с „История славянобългарска“ на Паисий Хилендарски, но за разлика от нея тонът на произведението не е патетичен. Трудът е използван от йеросхимонах Спиридон Габровски в „История во кратце о болгарском народе словенском“. Възможно е да е бил познат и на Паисий.
Част от ръкописа е отпечатан от Георги Раковски в книжка 1 на „Българска старина“ в 1865 година. Пълният текст е публикуван за пръв път от Стоян Аргиров в 1908 година.

## Други
На Зографската история е наречена улица в квартал „Драгалевци“ в София (Карта).